# 영구 혁명
영구 혁명(перманентная революция)은 트로츠키의 공산주의 혁명이론이다. 여기서 ‘영구’는 ‘최후의 승리까지 계속되는’이라는 뜻으로 전통적인 공산주의가 두 단계의 혁명 즉 첫 번째로는 부르주아 계층의 조력을 받는 자유주의 혁명을 이룬 후에 사회주의 혁명을 이룬다는 단계적 공산주의 이론을 반대하는데 그 이유는 부르주아의 조력을 얻은 사회주의 혁명, 다른 말로는 부르주아 민주주의 혁명(자유주의 혁명)은 부르주아 계층의 내부 모순성 때문에 이룰 수가 없기 때문이라고 주장한다.

## 같이 보기
- 세계혁명
- 일국사회주의